# Skil-Shimano/Saison 2011
Dieser Artikel listet Erfolge und Mannschaft des Radsportteams Skil-Shimano in der Saison 2011 auf.

Das Team-Trikot der Saison 2011

## Erfolge in der UCI World Tour
| Datum      | Rennen                    | Sieger        |
| ---------- | ------------------------- | ------------- |
| 31. Juli   | 1. Etappe Tour de Pologne | Marcel Kittel |
| 1. August  | 2. Etappe Tour de Pologne | Marcel Kittel |
| 2. August  | 3. Etappe Tour de Pologne | Marcel Kittel |
| 6. August  | 7. Etappe Tour de Pologne | Marcel Kittel |
| 26. August | 7. Etappe Vuelta a España | Marcel Kittel |

## Erfolge in der UCI Asia Tour
| Datum       | Rennen                     | Kat. | Sieger           |
| ----------- | -------------------------- | ---- | ---------------- |
| 25. Januar  | 3. Etappe Tour de Langkawi | 2.HC | Marcel Kittel    |
| 22. Oktober | 3. Etappe Tour of Hainan   | 2.HC | Tom Veelers      |
| 25. Oktober | 6. Etappe Tour of Hainan   | 2.HC | Kenny van Hummel |
| 26. Oktober | 7. Etappe Tour of Hainan   | 2.HC | Kenny van Hummel |
| 27. Oktober | 9. Etappe Tour of Hainan   | 2.HC | Kenny van Hummel |

## Erfolge in der UCI Europe Tour
| Datum         | Rennen                                        | Kat. | Sieger           |
| ------------- | --------------------------------------------- | ---- | ---------------- |
| 27. März      | 2. Etappe Critérium International             | 2.HC | Simon Geschke    |
| 15. April     | 1. Etappe Ronde van Drenthe                   | 2.1  | Kenny van Hummel |
| 16. April     | 2. Etappe Ronde van Drenthe                   | 2.1  | Kenny van Hummel |
| 15.–16. April | Gesamtwertung Ronde van Drenthe               | 2.1  | Kenny van Hummel |
| 1. Mai        | 8. Etappe Presidential Cycling Tour of Turkey | 2.HC | Kenny van Hummel |
| 4. Mai        | 1. Etappe Quatre Jours de Dunkerque           | 2.HC | Marcel Kittel    |
| 5. Mai        | 2. Etappe Quatre Jours de Dunkerque           | 2.HC | Marcel Kittel    |
| 6. Mai        | 3. Etappe Quatre Jours de Dunkerque           | 2.HC | Marcel Kittel    |
| 8. Mai        | 5. Etappe Quatre Jours de Dunkerque           | 2.HC | Marcel Kittel    |
| 22. Mai       | ProRace Berlin                                | 1.1  | Marcel Kittel    |
| 11. Juni      | 1. Etappe Delta Tour Zeeland                  | 2.1  | Marcel Kittel    |
| 10.–12. Juni  | Gesamtwertung Delta Tour Zeeland              | 2.1  | Marcel Kittel    |
| 22. Juni      | Halle–Ingooigem                               | 1.1  | Roy Curvers      |
| 6. Juli       | 4. Etappe Österreich-Rundfahrt                | 2.HC | Alexandre Geniez |
| 7. September  | Memorial Rik Van Steenbergen                  | 1.1  | Kenny van Hummel |
| 16. September | Kampioenschap van Vlaanderen                  | 1.1  | Marcel Kittel    |
| 1. Oktober    | 3. Etappe Circuit Franco-Belge                | 2.1  | Tom Veelers      |
| 3. Oktober    | Sparkassen Münsterland Giro                   | 1.1  | Marcel Kittel    |

## Erfolge in der UCI Oceania Tour
| Datum       | Rennen                    | Kat. | Sieger        |
| ----------- | ------------------------- | ---- | ------------- |
| 14. Oktober | 3. Etappe Herald Sun Tour | 2.1  | Marcel Kittel |
| 16. Oktober | 5. Etappe Herald Sun Tour | 2.1  | Marcel Kittel |

## Abgänge – Zugänge
| Zugänge             | Team 2010              | Abgänge          | Team 2011                    |
| ------------------- | ---------------------- | ---------------- | ---------------------------- |
| Johannes Fröhlinger | Team Milram            | Robert Wagner    | Leopard Trek                 |
| Roger Kluge         | Team Milram            | Dominique Cornu  | Topsport Vlaanderen-Mercator |
| Matthieu Sprick     | Bbox Bouygues Telecom  | Floris Goesinnen | Drapac                       |
| Martin Reimer       | Cervélo TestTeam       | Jin Long         | Holy Brother Cycling Team    |
| Marcel Kittel       | Thüringer Energie Team | Frederik Wilmann | Joker Merida                 |
| Ronan van Zandbeek  | Van Vliet EBH Elshof   | David Deroo      | ESEG Douai                   |
| Thomas Damuseau     | Neoprofi               | Piet Rooijakkers | Karriereende                 |
| Thomas Bonnin       | Neoprofi               | Job Vissers      | Unbekannt                    |

## Mannschaft
| Name                | Geburtstag         | Nationalität        |              |
| ------------------- | ------------------ | ------------------- | ------------ |
| Thomas Bonnin       | 10. Mai 1989       | Frankreich          |              |
| Robin Chaigneau     | 2. September 1988  | Niederlande         |              |
| Roy Curvers         | 27. Dezember 1979  | Niederlande         |              |
| Thomas Damuseau     | 18. März 1989      | Frankreich          |              |
| Bert De Backer      | 2. April 1984      | Belgien             |              |
| Mitchell Docker     | 2. Oktober 1986    | Australien          |              |
| Yukihiro Doi        | 18. September 1983 | Japan               |              |
| Han Feng            | 14. Dezember 1985  | Volksrepublik China |              |
| Johannes Fröhlinger | 9. Juni 1985       | Deutschland         |              |
| Alexandre Geniez    | 16. April 1988     | Frankreich          |              |
| Simon Geschke       | 13. März 1986      | Deutschland         |              |
| Yann Huguet         | 2. Mai 1984        | Frankreich          |              |
| Kenny van Hummel    | 30. September 1982 | Niederlande         |              |
| Thierry Hupond      | 10. November 1984  | Frankreich          |              |
| Ji Cheng            | 15. Juli 1987      | Volksrepublik China |              |
| Marcel Kittel       | 11. Mai 1988       | Deutschland         |              |
| Roger Kluge         | 5. Februar 1986    | Deutschland         |              |
| Koen de Kort        | 8. September 1982  | Niederlande         |              |
| Martin Reimer       | 14. Juni 1987      | Deutschland         |              |
| Matthieu Sprick     | 29. September 1981 | Frankreich          |              |
| Albert Timmer       | 13. Juni 1985      | Niederlande         |              |
| Tom Veelers         | 14. September 1984 | Niederlande         |              |
| Ronan van Zandbeek  | 27. September 1988 | Niederlande         |              |
| Stagiaires          | Stagiaires         | Nationalität        | Nationalität |
| Tobias Ludvigsson   | Tobias Ludvigsson  | Schweden            |              |
| Sander Oostlander   | Sander Oostlander  | Niederlande         |              |
| Philipp Ries        | Philipp Ries       | Deutschland         |              |

## Platzierungen in UCI-Ranglisten
UCI America Tour 2011
|      | Fahrer           | Punkte |
| ---- | ---------------- | ------ |
| 319. | Kenny van Hummel | 6      |

UCI Asia Tour 2011
|      | Fahrer              | Punkte |
| ---- | ------------------- | ------ |
| 19.  | Kenny van Hummel    | 119    |
| 94.  | Marcel Kittel       | 32     |
| 137. | Simon Geschke       | 18     |
| 155. | Roger Kluge         | 16     |
| 159. | Johannes Fröhlinger | 15     |
| 213. | Yukihiro Doi        | 10     |
| 256. | Thomas Bonnin       | 7      |
| 275. | Tom Veelers         | 6      |
| 303. | Han Feng            | 4      |
| 303. | Koen de Kort        | 4      |

UCI Europe Tour 2011
|       | Fahrer              | Punkte |
| ----- | ------------------- | ------ |
| 4.    | Marcel Kittel       | 556    |
| 8.    | Kenny van Hummel    | 399    |
| 65.   | Alexandre Geniez    | 170    |
| 113.  | Tom Veelers         | 117    |
| 125.  | Roy Curvers         | 109    |
| 142.  | Thierry Hupond      | 103    |
| 165.  | Roger Kluge         | 92     |
| 218.  | Simon Geschke       | 73     |
| 309.  | Johannes Fröhlinger | 50     |
| 539.  | Robin Chaigneau     | 26     |
| 539.  | Ronan van Zandbeek  | 26     |
| 601.  | Koen de Kort        | 21     |
| 640.  | Bert De Backer      | 19     |
| 752.  | Martin Reimer       | 12     |
| 878.  | Matthieu Sprick     |        |
| 1064. | Mitchell Docker     | 5      |
| 1121. | Thomas Damuseau     | 4      |